# Idrottsföreningen Elfsborg
O Idrottsföreningen Elfsborg, vulgarmente conhecido como IF Elfsborg ou simplesmente Elfsborg ( PRONÚNCIA), é um clube sueco, com sede na cidade de Borås.                                                                                                            

As cores do seu equipamento são: camisola (br: camiseta) amarela, calção preto e meias amarelas.

O clube foi fundado a 26 de Junho de 1904, inicialmente com o nome de Borås Fotbollslag.

É um dos principais clubes da Suécia com atividade no futebol, e em diversas outras modalidades. 

Participou pela primeira vez no Campeonato Sueco de Futebol (Allsvenskan) em 1926/27, onde permaneceu até 1954.            

Nos anos 30 e 40, a equipa do Elfsborg foi frequentemente a base da seleção sueca.
É um dos maiores clubes de futebol da suécia, tendo vencido várias vezes o Campeonato da Suécia (Allsvenskan) e a Copa da Suécia (Svenska cupen). 

Os seus jogadores mais conhecidos são: Sven Jonasson e Anders Svensson. 

Atualmente (2025) disputa o Allsvenskan, a primeira divisão de futebol da Suécia.                                

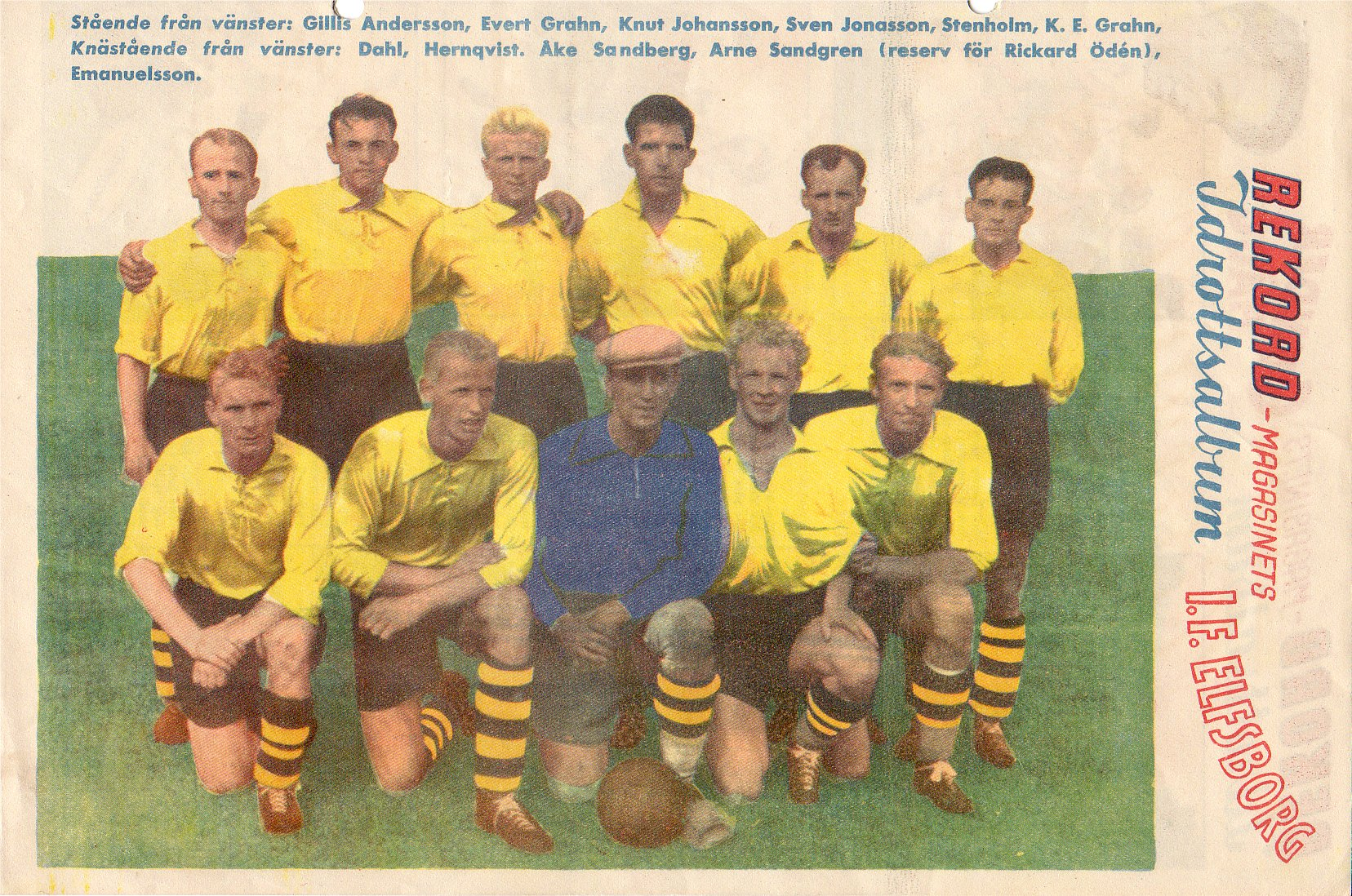
Os dias de glória do IF Elfsborg, temporada 1942–43, com o time que conquistou três títulos nacionais. Em pé á esquerda: Gillis Andersson, Evert Grahn, Knut Johansson, Sven Jonasson, Stenholm, KE Grahn. Ajoelhando-se a partir da esquerda: Dahl, Hernqvist, Åke Sandberg, Arne Sandgren, Emanuelsson.

## Estádio
A equipe disputa os seus jogos em casa na Arena de Borås, com capacidade para 17 000 espectadores. 

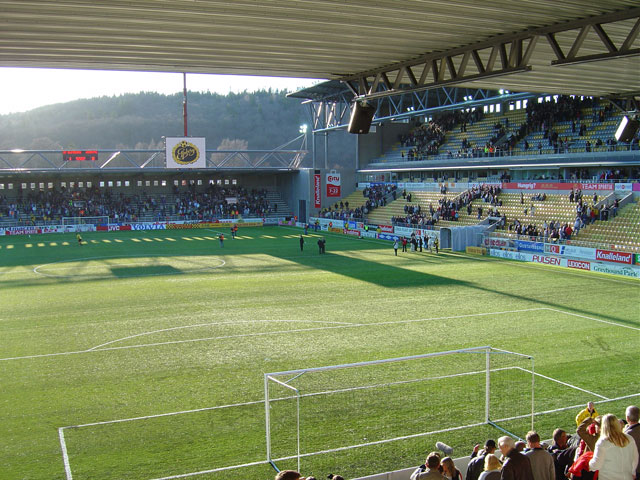
Arena de Borås

## Títulos
- Campeonato Sueco (Allsvenskan) : 6

(1936, 1939, 1940, 1961, 2006, 2012).
- Copa da Suécia (Svenska Cupen ) : 3

(2001, 2003 e 2014).
- Supercopa da Suécia (Svenska Supercupen ) : 1

(2007).

## O Elfsborg nas competições europeias
Desde 2007 que o Elfsborg tem participado em competições europeias. 
- 2015/16 - Liga Europa da UEFA - Eliminado pelo Odd
- 2014/15 - Liga Europa da UEFA - Eliminado pelo Rio Ave [10]
- 2013/14 - Liga dos Campeões da UEFA - Eliminado pelo Celtic.
- 2013/14 - Liga Europa da UEFA - Último lugar no grupo de Salzburgo, Esbjerg e Standard Liège.
- 2012/13 - Liga Europa da UEFA - Eliminado pelo Horsens.
- 2011/12 - Liga Europa da UEFA - Eliminado pelo Ålesund.
- 2010/11 - Liga Europa da UEFA - Eliminado pelo Napoli.
- 2009/10 - Liga Europa da UEFA - Eliminado pelo Lazio.
- 2008/09 - Taça UEFA - Eliminado pelo St Patricks.
- 2007/08 - Liga dos Campeões da UEFA - Eliminado pelo Valencia.
- 2007/08 - Liga Europa da UEFA - Último no grupo do Villarreal, Fiorentina, AEK Aten e Mlada Boleslav.

## Jogadores notáveis
- Sven Jonasson
- Anders Svensson
- Teddy Lučić
- Fredrik Berglund
- Johan Karlsson